# Кирве (Вастселійна)
Кирве (ест. Kõrve) — село в Естонії, входить до складу волості Вастселійна, повіту Вирумаа.